# روسية داغستانية
رُوسيّة داغستانيّة (بالروسية: Дагестанский русский)‏ هي مجموعة لُسنٍ من اللغة الروسية المُستخدمة في داغستان وبعض المناطق المجاورة بما في ذلك أوبلاست أستراخان و‌قلميقيا. تتميّزُ هذه اللغة – إن صحَّ تسميتها بذلك – بالتأثر الشديد من اللغات العامية التي تنتمي إلى شمال شرق القوقاز والأسر اللغوية الأتراكيّة. تُعتبر اللغة الروسية الداغستانيّة لغة ذات «مكانة منخفضة» وتُستخدم في الغالبِ في المجالات غير الرسمية.

## المُميّزات
مُصطلح «الروسية الداغستانية» هو مصطلحٌ شاملٌ لمجموعةٍ واسعةٍ من اللهجات الروسية المتأثرة باللّغة الداغستاتية ويُمكن التعرف عليها بسهولةٍ من خلال التعابير والمُصطلحات المستعملة خلال الحديث بها. تختلفُ الروسية الداغستانية بين متحدثيها وذلك نسبةً العمر والتعليم والمهنة وعددٍ من العوامل الاجتماعية الأخرى؛ لكنَّ مُعظم الاختلافات تأتي من تأثير لغات الأقليات المحلية. على الرغم من أنَّ الروسية هي لغة ثانية للكثيرِ من الداغستانيين؛ فيُتوقع أن تكون الروسية الداغستانية «لهجة غير أصلية» في المنطقة.
مع التوسع الحضري السريع في المنطقة؛ اكتسبَ سُكَّانُ داغِستان المولودون في مدن متنوعة عرقيًا ولغويًا من أبوين قادمين من مناطق ريفية أحادية الإثنية وأحادية اللغة تنوعًا روسيًا شديد التأثر باللغة العامية فصارت تلكَ كلغتهم الأولى؛ بينما لا يتحدثون بلغاتهم التراثية محليًا إلّا نادرًا.
واحدةٌ من السمات الأكثر شيوعًا في الروسية الداغستانية هي الاستخدامُ المتكرِّرُ لما يُعرف بالإنشاءات خلال الحديث وهو مفهومٌ غائبٌ عن اللغة الروسية ولكنه شائع في اللغات العامية في المنطقة. تُعتبر هذه التعبيرات أيضًا رمزًا لللهجة وغالبًا ما تُستخدم كعلامة للدلالة على الهويّة الإقليمية.
هناكَ ميزةٌ أخرى شائعةٌ هي التعامل غير العادي للأفعال الانعكاسية الروسية؛ حيثُ تفتقر معظم اللغات العامية إلى «المفهوم» وهو ما يُشكّل صعوبةً على المتحدثين بالروسية فقط والذين «يسيئون» استخدام مثل هذه الأفعال عند الحديث بالروسية الداغستانية. من ناحية أخرى؛ قد يُسقط الذين يتكلمون الروسية الداغستانية تلك الأفعال الانعكاسية عند حديثهم باللغة الروسية وهو أمرٌ غيرُ صحيح.
هناك اختلافات على مستوى النُّطق أيضًا بين كلٍ من اللغة الروسية (وقد تُعرف باللغة الروسية القياسيّة) وبين الروسية الداغستانية؛ فعلى سبيل المثال لا الحصر فإنَّ كلمة «вацок» التي تعني «الأخ» تُستخدم بكثرة في الروسية الداغستانية مع أنها كلمةٌ دخيلةٌ من اللغة الأوارية على عكسِ اللغة الروسية المعيارية التي تستعملُ نفس الكلمة للإشارةِ للأخ لكن بطريقة شفوية طبقية شبه صامتة.